# 椎橋和義
椎橋 和義（しいばし かずよし、1983年6月6日 - ）は、日本の男性声優。埼玉県出身。

## 経歴
中学2年生の身体調査で順番を待っていた時、突然、前にいた面識のない同級生から深夜アニメを強く推されたという。当時はサッカー部に所属して運動漬けの毎日だったため、アニメに興味が無かったが、その同級生があまりにも熱心なためテレビアニメ『ヴァイスクロイツ』を観てみたという。主役の4人のカッコイイ声に衝撃を受けて「声優になりたい」と考え始め、高校卒業後、専門学校東京アナウンス学院に進学。専門学校東京アナウンス学院の先輩に杉山紀彰がいる。卒業時、講師から「もっと演技力を磨きなさい」と紹介された劇団すごろくに入団し、約2年間演技の勉強を続けてきた。
2010年3月に劇団すごろくを卒業。同年の4月1日スタートのTBS系列の深夜アニメ『会長はメイド様!』幸村祥一郎役でデビュー。
以前はぷろだくしょんバオバブに所属していた。

## 人物
特技は長距離走、サッカー。趣味はジグソーパズル。
資格は普通自動車一種免許。

## 出演
※太字はメインキャラクター

### テレビアニメ
2010年
- 会長はメイド様!（幸村祥一郎）

2011年
- ジュエルペット てぃんくる☆（タオ）
- フリージング（レオ・バーナード、助手A）
- 放浪息子（堀、男子B）

2012年
- エリアの騎士（選手A、選手、九十九豊、小早川、カメラマン）
- さくら荘のペットな彼女（客3）
- 爆TECH!爆丸（キルト）
- リトルバスターズ!（生徒B）

2013年
- 琴浦さん（男子生徒B）
- しまじろうのわお!（しんせき2）
- D.C.III 〜ダ・カーポIII〜
- ドラえもん（テレビ朝日版第2期）（スターファイブC）
- 僕は友達が少ないNEXT（タケオ）

### OVA
- カガクなヤツら（2013年、生物A）※コミックス第4巻オリジナルアニメBlu-ray付き予約限定版
- To LOVEる -とらぶる- ダークネス（2013年、スタッフ）※コミックス第9巻限定版に付属

### 劇場アニメ
- とある飛空士への追憶（2011年、ペドロ[11]）

### ゲーム
- ぱすてるチャイムContinue（2010年、柿本カイ）※PSP版

### ドラマCD
- 会長はメイド様! シリーズ（幸村祥一郎）
  - 会長はメイド様! ご主人様 アニメ化ですよ! ドラマCD ※LaLa 2010年5月号付録
  - 会長はメイド様! コンセプトCD -school side-

### 吹き替え
- アーサー・クリスマスの大冒険
- スイート16 キャンドルに願いを
- ハリー・ポッターと死の秘宝 PART2（男子生徒）

### ラジオ
- 会長はラジオ様!（アニメ公式サイト内：2010年4月2日 - 10月22日）